# Thomas Laurich
Thomas Laurich (conocido como Tom Laurich; Sídney, 24 de julio de 1980) es un deportista australiano que compitió en remo.
Ganó una medalla de bronce en el Campeonato Mundial de Remo de 2002, en la prueba de dos con timonel. Participó en dos Juegos Olímpicos de Verano, ocupando el cuarto lugar en Atenas 2004 (cuatro sin timonel) y el sexto en Pekín 2008 (ocho con timonel).

## Palmarés internacional
| Campeonato Mundial | Campeonato Mundial | Campeonato Mundial | Campeonato Mundial |
| Año                | Lugar              | Medalla            | Prueba             |
| ------------------ | ------------------ | ------------------ | ------------------ |
| 2002               | Sevilla (España)   | Medalla de bronce  | Dos con timonel    |